# 니주바시마에역
니주바시마에역(일본어: 二重橋前駅, にじゅうばしまええき)은 일본 도쿄도 지요다구에 있는 철도역이다.

## 타는 곳
섬식 승강장 1면 2선 지하역.
| 1 | 지요다 선 | 요요기우에하라・혼아쓰기 방면 (오다큐 선)          |
| 2 | 지요다 선 | 오테마치・아야세・아비코・도리데 방면 (JR 조반 선) |

## 역 주변
- 오테마치 역
- 히비야 역
- 도쿄역
- 유라쿠초역
- 고쿄
- 마루노우치
- 국도 1호선

## 역사
- 1971년 3월 20일: 영업 개시.

## 인접역
| 도쿄 메트로 9호선              | 도쿄 메트로 9호선 | 도쿄 메트로 9호선        |
| ------------------------------ | ----------------- | ------------------------ |
| C09 히비야 요요기우에하라 방면 | 지요다 선         | C11 오테마치 아야세 방면 |